# Afroeme
Afroeme is een kevergeslacht uit de familie van de boktorren (Cerambycidae). De wetenschappelijke naam van het geslacht werd voor het eerst geldig gepubliceerd in 2005 door Adlbauer.

## Soorten
Afroeme omvat de volgende soorten:
- Afroeme fusca (Gahan, 1900)
- Afroeme kenyensis Adlbauer, 2004